# 新浜町 (福島市)
新浜町（しんはまちょう）は、福島県福島市の町名。丁番を持たない単独町名である。郵便番号は960-8022。

## 地理
市の本庁所管にあたる中央東地域に属し、中心市街地の中央部に位置する。東西は福島市道舟場町山下町線から福島市道29号杉妻町御山線にかけての約200m、南北は福島市道新町浜田町線から福島市道30号曾根田三本木線にかけての約430mの長方形の範囲を町域とする。北で霞町、北東で花園町の南西角、東で松木町、南東で仲間町の北西角、南で宮町、南西で新町、西で宮下町と隣接する。上町に所在する 福島警察署及び天神町に所在する福島消防署のそれぞれ管轄にあたる。町内は公園や学校等が置かれ、閑静な住宅地が広がる。

## 歴史
1940年代に従来の大字腰浜を廃し、地番呼称変更が行われ設置された。1964年に住居表示が実施され現在に至る。

## 世帯数と人口
2021年（令和3年）10月31日現在の世帯数と人口は以下の通りである。
| 町丁   | 世帯数  | 人口  |
| ------ | ------- | ----- |
| 宮下町 | 193世帯 | 415人 |

## 小・中学校の学区
市立小・中学校に通う場合、学区は以下の通りとなる。
| 番地 | 小学校                 | 中学校                 |
| ---- | ---------------------- | ---------------------- |
| 全域 | 福島市立福島第二小学校 | 福島市立福島第二中学校 |

## 交通

### 鉄道
- 域内に鉄道施設は無く、曽根田町に所在する福島交通飯坂線曽根田駅が最寄である。

### 道路
- 福島市道29号杉妻町御山線　県庁通り
- 福島市道30号曾根田三本木線

### バス
福島交通路線バス
- 新浜公園 - 宮下町
  - 大波経由掛田駅前行 / 市内循環ももりん１コース（大町先回り） / 文知摺観音・大波経由掛田駅前行 / 福島市役所前行（1番ポール）
  - 市内循環ももりん２コース（美術館先回り） / 由添団地経由庭坂行 / 福島駅東口行（2番ポール）
- 附属小前

## 施設
- 福島大学附属小学校
- 新浜公園
- 新浜町郵便局
- 天理教福島教務支庁